# 天狗連
天狗連（てんぐれん）とは、アマチュアの芸人達のことをいう。素人連（しろうとれん）ともいう。趣味が嵩じて自らも舞台に上がるようになった素人衆をさす。特に、素人同士でグループを結成した場合、そのグループを指す。

## 概説
「天狗連」の名称の由来は、天狗のように鼻が高くなるように自慢するさまを「鼻が高い」ということから、転じて素人の芸達者が自身の芸を自慢する様子を自ら「天狗連」と名乗るようになったという。
以下は、話芸（落語・講談・浪曲など）における天狗連を中心にした解説である。
何らかのきっかけで話芸に関心を持った者が、より楽しんだり知るための手段として、自らが語る側に回ることがある。観客の反応を受けて、よりさらに稽古に励むようになることもある。本業は職人や若旦那から会社員まで様々である。プロの芸人が講師を務める教室などに通い、腕を磨く場合も多い。貸席などを借り切って自主興行を行うこともある。さらに熱心になると本業を辞めてプロフェッショナルな専業の芸人に転業する者もいる。天狗連出身の芸人は意外と多い。また、社会人になってから落語を演じることの楽しさに目覚める者も多く、斎藤敏一（ルネサンス創業者・会長）は大日本インキ化学市原工場勤務時に社内に落語同好会を作り「遊び亭一生」の名前で落語を演じ始めたことが、後にカルチャーセンター事業の母体を立ち上げるきっかけとなっている。
演者の側から見た場合の天狗連の本質は道楽にあり、生業にしたり高額の報酬を得ることが目標ではないとされる。それを大きく逸脱したり、落語家団体に所属していないにも関わらず独自の定義で「プロ落語家」を名乗ったり、公の場で「落語家」として取材などで大きく取り上げられたりするようなことがあると、プロの落語家になるための通過儀礼としての前座修行を経ていないとして、プロの側から激しく批判されることが多い。2024年6月「東笑亭ガーシー」を名乗って落語家に転向することをweb配信で表明したガーシー（東谷義和）に対しては、亭号の音が「東生亭世楽」と共通することもあり、世楽以外のプロの落語家からも猛反発を受けた。
アマチュアとして活動している中にも、落語の実演が上手い者、熱意を持つ者、観客を楽しませることができる者は少なからずいる。金額の多寡にかかわらず収入が発生するため、プロの落語家団体に入会してはいないが「落語家」を職業として確定申告をしても、法制上の問題はない。
プロの落語家になることができない事情があったり、また以下のような目的を持って話芸としてはアマチュアとして演芸を続けている者も多い。その場合、通常のプロの落語家とは別の枠組みにいることを示すために、肩書きを「落語家」とは異なる類似の名称にしている場合も多い。
- 病院や老人ホームなどの慰問
- 犯罪防止・宗教布教などの社会への目的を持った実演

- 各種産業（金融・工業など）や教育など、プロの芸人が積極的に手掛けづらいジャンルに特化した噺やワークショップ運営に携わる

自分たちが演じるのとは別に、人脈などを活かしてプロの落語家を招く地域寄席を主催している者も多い。
また、落語会を主催したり落語家を招いてイベントをする側も、予算が限られている場合は、遠方からプロの演者を招くより近隣のアマチュアに依頼したほうが予算内で出演者に失礼なく開催できるという事情もある。
学校の落語研究会なども、天狗連の一形態とみることもできる。
演者は本名で演じる場合もあるが、落語家風の芸名をつけることが多い。全く自由な名前にするか、実際にいる落語家の芸名をもじって似た文字や音にすることもある。また、プロの落語家に指導を受けた場合は、師匠の亭号や名前の一文字などを素人弟子としてもらうことがある。
また、上記とは別に、プロの落語家である金原亭世之介が、日出郎、松井悠、渡辺裕太など有名人に落語を指導する際、彼らが落語を演じる時の芸名に亭号として「天狗連」を使用して与えている。

## 著名な天狗連出身の芸人

### 江戸落語（東京）
- 4代目桂文楽
- 2代目三遊亭圓歌 - 素人時代は「三遊亭柳喬」という芸名を勝手に名乗っていた[10]
- 初代三遊亭圓馬
- 3代目三遊亭圓生
- 2代目三遊亭圓橘
- 初代三遊亭萬橘
- 初代三遊亭三福
- 2代目三遊亭金朝
- 7代目土橋亭里う馬
- 喜久亭寿楽（倉繁善太郎）
- 3代目春風亭柳朝
- 5代目三笑亭可楽
- 6代目春風亭柳枝
- 7代目林家正蔵
- 初代柳家三亀松
- 8代目三笑亭可楽
- 初代林家正楽（紙切り）
- 9代目桂文治
- 橘ノ圓満
- 三遊亭藍馬

### 上方落語
- 桂文左衛門
- 2代目月亭文都
- 初代桂枝雀
- 2世曽呂利新左衛門
- 4代目笑福亭松鶴
- 5代目笑福亭松鶴
- 桂仁左衛門
- 2代目林家染丸
- 3代目笑福亭枝鶴
- 2代目桂梅枝
- 三升家紋右衛門
- 2代目笑福亭福圓
- 笑福亭圓歌
- 3代目林家染丸
- 三遊亭志ん蔵
- 橘ノ圓都
- 3代目笑福亭仁鶴
- 2代目桂枝雀

## 天狗連主催の主な社会人落語会
- 都笑亭（東京都江東区）
- キャナリー落語教室・英語落語教室（東京都)
- たぬき連（東京都）
- 一般社団法人 素人落語協会（東京都江東区）
- 山形落語愛好協会（山形県）
- ぎぼうし落語の会（山形県）
- 仙台新撰落語会（宮城県）
- 水戸落語研究会（茨城県）
- 山梨落語研究会（山梨県）
- 落語ドッキリチャンネル（千葉県）
- 落語研究会「縁」（千葉県）
- やかん寄席（神奈川県川崎市）
- 桂歌助弟子の会（神奈川県)
- 与多朗の会（静岡市葵区）
- 豊橋落語天狗連（愛知県豊橋市）
- 社会人落語「楽語の会」東海支部（愛知県）
- 半田大衆演芸くらぶ（愛知県半田市）
- LGBT落研（愛知県）
- 落語くらぶ 秘密基地（兵庫県)
- 宗像落語会(福岡県宗像市）
- お寺de落語（熊本市）
- 延岡 落語一八会（宮崎県延岡市）

## アマチュア落語の大会・選手権
学生対象のものは落語研究会（サークル活動）を参照。終了したものも含む。
- 全日本社会人落語選手権（東京都）主催：全日本社会人落語協会。2022年時点で49回開催。
- 社会人落語選手権 大阪本選（大阪府）主催：上方社会人落語連盟。2022年時点で28回開催。参加資格は当日落語を演じることができる社会人。学生は参加不可。所属団体の有無、性別・年齢・在住地などは不問。出場決定者は運営費の一部として参加費を支払う。
- 社会人落語日本一決定戦（大阪府池田市）主催：池田市。2009年～。審査委員長桂文枝（6代目）。参加資格は学生を除いた社会人で、落語に関してアマチュアであること。過去の優勝者は出場不可。洋服での実演・参加が可能。審査員はプロの落語家（上方中心）。
- 新人お笑い尼崎大賞（兵庫県尼崎市）主催：公益財団法人尼崎市文化振興財団。落語の部は2012年～。年齢・性別・国籍不問。.プロ・アマ共に参加可能。審査員はプロ落語家。アマチュアは芸歴不問、プロは芸歴制限有。
- 国際落語大会 IN 千葉　主催：NPO法人フォーエヴァー。参加資格は18歳以上でアマチュアの一般人・学生。外国人枠(日本語で演じる）があるのが特徴。
- ちりとてちん杯全国女性落語大会（福井県小浜市)　女性落語家が主人公のNHKドラマ「ちりとてちん」をきっかけに2007年にスタート。出場者は女性限定。日本語を話すことができれば年齢・国籍・経歴（プロアマ）不問で、プロ落語家・セミプロ（プロ漫才師）の参加実績もある。過去の優勝者に林家つる子・露の紫（アマチュア時代に出場）、パピヨンズちよみ（アマチュア落語家として出場）。和服での出場前提（貸出有）。過去の優勝者は出場不可。審査員は東西の男女プロ落語家。運営の中心となっている「若狭小浜ちりとて落語の会」は、第45回サントリー地域文化賞を受賞[11]。
- 神戸おこし亭アマチュア落語コンテスト THE 落語女王（クイーン）（兵庫県神戸市）[12] -2013年～2015年、主催：三ノ宮南まちづくり協議会、阪神電気鉄道株式会社。女性対象。12歳～71歳まで幅広い年齢層が参加した。
- 四国大落語祭（愛媛県新居浜市） - 2005年より芸乃虎や志（枝廣篤昌・社会人落語家選手権２代目名人）を中心に「新居浜落語祭（2006年より「四国大落語祭」に名称変更）」を開催。コンテスト形式ではない。2024年時点で17回の開催[13]。
- SAM－1グランプリ 社会人選抜落語特選会（東京都杉並区）阿佐ヶ谷あにめ座寄席実行委員会主催。「SAM」は「杉並・阿佐ヶ谷・街おこし」の略。大ネタ、羽織着用、出囃子などの制限無し。出場は先着順、予選無し。一部の落語はラジオNIKKEI「寄席あぷり」でダイジェストで紹介された。
- 全日本シニア社会人落語会（東京都文京区）　主催：NPO法人シニア大樂。特に年齢や資格制限は設けていないが、2020年大会の参加者の平均年齢は75.5歳。
- 伊勢原素人落語大会（神奈川県伊勢原市）　主催：伊勢原素人落語大会実行委員会。2021年～。参加資格は素人であること、年齢制限無し。演目を「古典落語に限る（とりわけ江戸落語）」としている。審査員は地元出身の東京のプロ落語家。
- 藤沢宿・全日本素人落語フェスティバル（神奈川県藤沢市）　‐ 主催：藤沢宿・全日本素人落語フェスティバル実行委員会。2021年～。後援に落語芸術協会。審査員に桂歌若ほか。参加資格は素人落語家。年齢・性別・国籍を問わず、演目も古典・新作、自作・創作問わない。
- 目黒区民まつり 新作落語コンテスト（東京都目黒区）- 主催：目黒区。2021年に「目黒のさんま祭25周年記念」として新作落語を公募したのがスタート。以降、2022年は地名、2023年は坂、と「目黒」にちなんだ新作落語を募集。アマチュア自作自演の新作落語が対象。審査員に目黒区出身の春風亭柳枝（9代目）・三遊亭れん生。
- 全国落語大学（北海道函館市）- 地元で落語家活動をする東家夢助が全国からアマチュア落語家・講談師を集めてテーオーデパートで年1回開催。2018年に夢助が亡くなった後も弟子などにより開催は続いていたが、コロナ禍で開催が途切れてデパートも2023年8月に閉店した後、同年11月の第30回で終了[14]。
- アマチュア蝦夷落語大会（北海道幕別町）- 主催：NPO法人まくべつ町民芸術劇場。まくべつかくべつ落語まつりの一環として、落語協会・落語芸術協会・上方落語協会の協力を受け、ホールの自主事業として開催。優勝賞金10万円。参加資格は18歳以上のアマチュア、全国から応募可能だが、幕別町まで自力で来ることができること（宿泊先や道外からの団体ツアープランなどの紹介はある）。